# 韓國—斯洛伐克關係
韓國－斯洛伐克關係，是指歷史上的韓國和斯洛伐克（包括現在大韩民国與斯洛伐克共和国）之間的雙邊關係。

## 政治交流
在1993年1月1日斯洛伐克脱离捷克斯洛伐克以前，韓國与斯洛伐克的外交关系从属于韓國与捷克斯洛伐克的双边关系。冷战时期的大韩民国政府与美国结盟并奉行反共主义，长期不与包括捷克斯洛伐克在内的共产主义国家建立官方交流。盧泰愚政府上台后，实施北方外交政策，通过舉辦1988年奧運會為契機，積極與社會主義陣營國家發展外交關係。随后，韓國與捷克斯洛伐克也于1990年3月22日建立邦交。
1993年1月1日，斯洛伐克脫離捷克斯洛伐克而獨立後，韓國政府在斯國獨立當日即與之建交，此後兩國關係友好順利發展，高层互访不断。2006年，韓國在布拉迪斯拉发建立大使馆。两国政府也通过韓國政府与維謝格拉德集團四国间的定期磋商机制、能源合作、人文交流以及在经合组织内的合作等加强了双边关系。
2018年，斯洛伐克总统安德烈·基斯卡出访韓國，成为韩斯两国建交以来第一个出访韓國的斯洛伐克总统，開啟了雙方的高層交往，期间并得到了韩国总统文在寅的接见，文在寅在接见斯国总统时，亦表示两国友好关系全方位快速发展，双边发展合作潜力巨大、互利互惠。韩国政府评论则指出，斯洛伐克总访韩不仅有助于加强韩斯关系，更有助于韩国实现对欧洲外交的多元化。

## 经贸交流

### 贸易
韩国政府开始实施北方外交政策期间，包括捷克斯洛伐克在内的东欧国家也导入了市场经济体制，韩国也开始加强与这些国家的经贸关系。双边贸易额也得到了一定的增加。2011年7月1日，韩国与包括斯洛伐克在内的欧盟诸国签署的《欧盟-韩国自由贸易协定》正式生效，一定程度上促进了韩国与斯洛伐克的经贸往来。
2021年，韩、斯双边贸易额达到35.04亿美元，其中韩国对斯洛伐克出口了28.4亿美元，主要出口汽车零部件、蓄电池、帮浦等工业产品，而斯洛伐克对韩国出口了6.64亿美元，主要出口汽车及其零部件、轮胎等工业产品，斯洛伐克也是韩国主要的新能源汽车进口来源国之一。

### 投资
韩国是斯洛伐克主要的投资来源国之一，起亚汽车、三星电子等100多家韩国企业已经在斯洛伐克建立了生产工厂或採購據點，主要投向汽车、电子等制造业。并在斯国创造了数千个工作岗位。截止2021年，韩国对斯洛伐克的投资额已经达到14.61亿美元。

## 人文交流
近年来，韓國加强了与斯洛伐克的文教交流，不仅通过在斯国举行的亚洲文化节宣介韓國文化、美景和美食。也通过在斯洛伐克开设世宗学堂教授韩语课程、两国城市缔结友好城市，进而提升韓國的软实力和公共外交水平。2018年冬季奥林匹克运动会期间，两国的文娱交流也得到了一定的加强。

### 网页
- . . 2021-12-10  [2022-12-15]. （原始内容 (hwp)存档于2022-12-15） （韩语）.
- . . 2021-12-10  [2022-12-15]. 原始内容存档于2022-12-16 （韩语）.
- . 世宗学堂.   [2022-12-10]. （原始内容存档于2022-10-27） （英语）.
- (PDF). 中华人民共和国商务部: 25–26.   [2022-11-12]. （原始内容存档 (PDF)于2021-05-20）.
- . 中华人民共和国外交部. 2018-08-01  [2022-12-10]. （原始内容存档于2022-12-10）.
- . 韩国外交部.   [2022-12-10]. （原始内容存档于2022-12-10） （英语）.
- . 국가법령정보센터. 2006-08-24  [2022-12-10]. （原始内容存档于2021-11-14） （韩语）.
- . 庆州市政府入口网站.   [2014-01-29]. （原始内容存档于2022-12-10）.

### 新闻报道
- . 韩联社. 2013-11-25  [2022-12-10]. （原始内容存档于2022-12-10）.
- . 韩联社. 2014-07-18  [2022-12-10]. （原始内容存档于2022-12-10）.
- . 韩联社. 2018-04-03  [2022-12-10]. （原始内容存档于2022-12-10）.
- . 韩联社. 2018-04-10  [2022-12-10]. （原始内容存档于2022-12-10）.
- . 韩联社. 2018-02-06  [2022-12-10]. （原始内容存档于2022-12-10）.
- . 韩联社. 2022-10-31  [2022-12-10]. （原始内容存档于2022-12-10）.
- . 联合早报. 路透社. 1990-03-23  [2022-12-10]. （原始内容存档于2022-12-10） （中文（新加坡））.
- . 联合早报. 1990-01-18  [2022-12-10]. （原始内容存档于2022-12-10） （中文（新加坡））.
- . 联合早报. 1990-01-25  [2022-12-10]. （原始内容存档于2022-12-10） （中文（新加坡））.

### 期刊论文
- 朱颖; 王玮. . 《上海对外经贸大学学报》. 2012-05-05, 1: 57–61  [2022-12-10]. ISSN 1008-7184. doi:10.3969/j.issn.1008-7184.2012.01.009.
- 金厚联; 朴正元. . 《当代韩国》. 2014-04-16, (4): 74–85  [2022-12-10]. ISSN 1007-483X. doi:10.3969/j.issn.1007-483X.2013.04.008.